# Eschdorf
Eschdorf (luxembourgeois : Eschduerf) est une section et le chef-lieu de la commune luxembourgeoise d’Esch-sur-Sûre située dans le canton de Wiltz.

## Histoire
Eschdorf était une section et le chef-lieu de la commune de Heiderscheid jusqu’à la fusion officielle de cette dernière avec Esch-sur-Sûre le 1er janvier 2012.

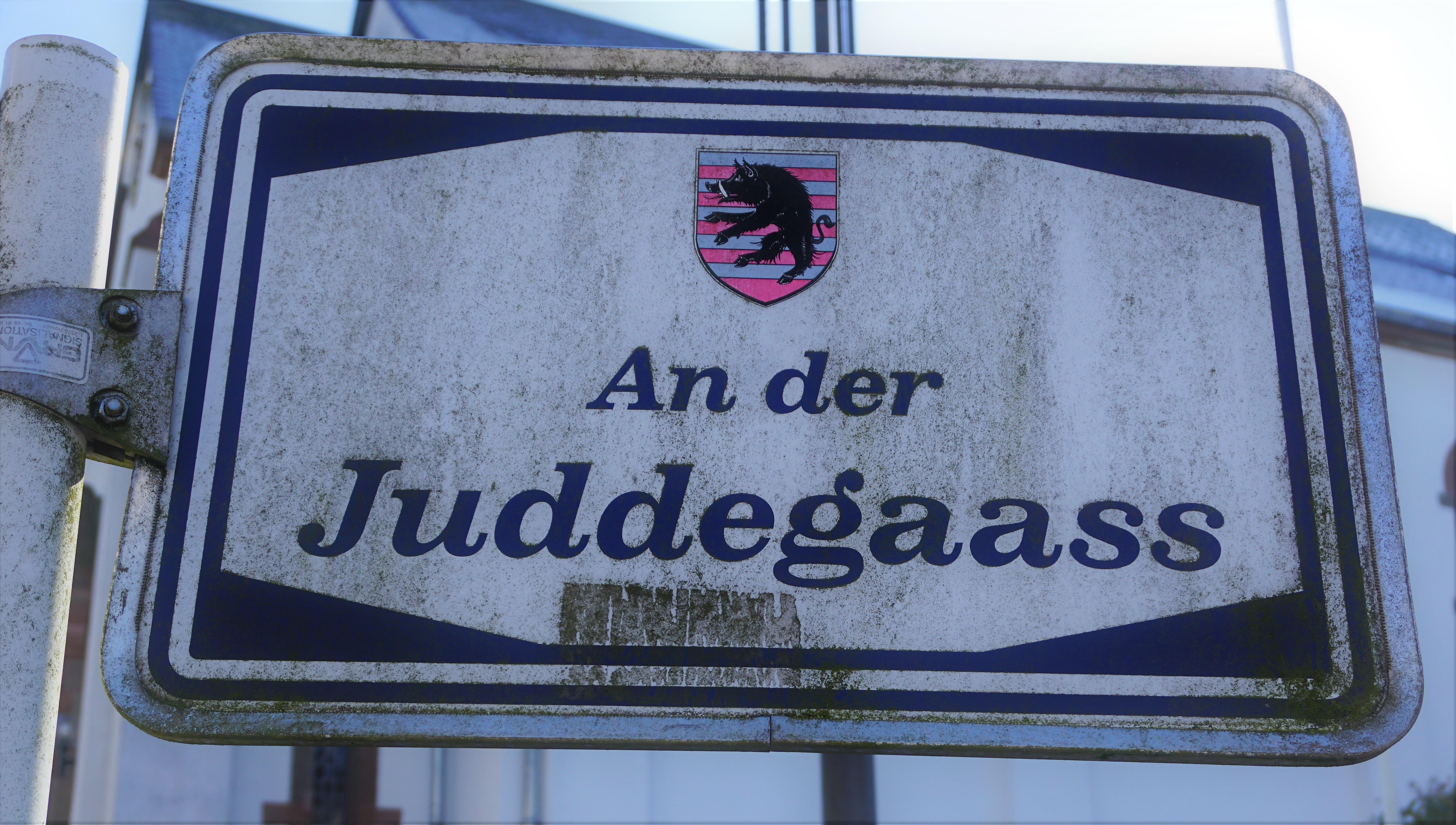
Ruelle des Juifs à Eschdorf